# Elsevier (förlag)

Logotypen för förlaget Elsevier, baserad på släkten Elzevirs boktryckarmärke.

Elsevier är ett bokförlag som främst publicerar vetenskaplig litteratur inom medicin och naturvetenskap, däribland omkring 2000 vetenskapliga tidskrifter.

## Förlaget
Företaget är världsomspännande och ingår i företagsgruppen RELX group. Det har sitt huvudkontor i Amsterdam. Företaget som grundades 1880 har tagit sitt namn efter den nederländska boktryckarfamiljen Elzevir som var verksam på 1500- och 1600-talet, men har ingen direkt koppling till denna.

### Scopus citeringsdatabas
Förlaget driver sedan 2004 citeringsdatabasen Scopus som innehåller abstracts (sammanfattningar) och citeringar för ett stort antal vetenskapliga tidskrifter.
I databasen kan man se antalet citeringar för en artikel, det vill säga hur många andra artiklar som har tagit med den aktuella artikeln som en referens. En artikel med många citeringar kan antas vara mer uppmärksammad än en artikel med få citeringar.
På liknande sätt kan man se det totala antalet citeringar för en person, det vill säga summan av antalet citeringar till personens samtliga artiklar. En person med ett stort antal citeringar kan antas vara mer uppmärksammad än en person med få citeringar.